# Cheilosia annulifemur
Cheilosia annulifemur är en tvåvingeart som först beskrevs av Stackelberg 1930.  Cheilosia annulifemur ingår i släktet örtblomflugor, och familjen blomflugor. Inga underarter finns listade i Catalogue of Life.